# Hessen-Rundfahrt
Die Hessen-Rundfahrt, seit 2006 offiziell 3 Länder-Tour der SV SparkassenVersicherung beziehungsweise kurz 3 Länder-Tour, war ein Rad-Etappenrennen, das von 1982 bis 2007 ausgetragen wurde.

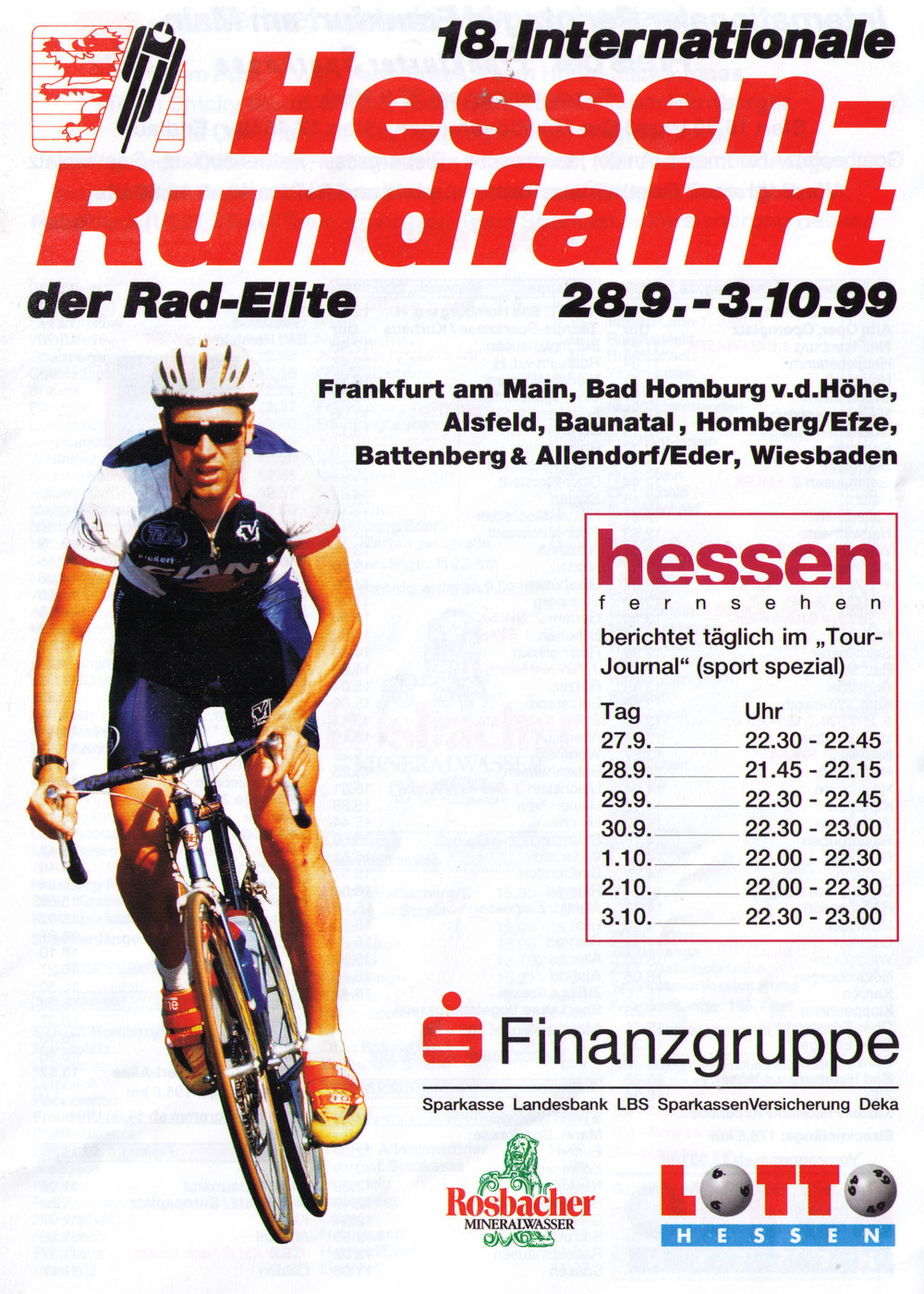
Hessenrundfahrt 1999

Ursprünglich wurde sie als Straßenradrennen für Amateure ausgerichtet und war das Nachfolgerennen des Goldenen Nassauer Löwen. 1982 konnten die damaligen Organisatoren die Hessen-Nassauische Versicherung und die Landesbausparkasse Hessen als Hauptsponsoren gewinnen und so die Rundfahrt ermöglichen. Schirmherr wurde das Sozialministerium Hessen. Als weiterer Sponsor trat u. a. FIAT in Erscheinung.
Die Hessen-Rundfahrt gehörte zur 2005 neu gegründeten UCI Europe Tour (Kategorie 2.1) und war Teil der neuen Deutschen Meisterschaft.
Zu ihrem 25. Jubiläumsjahr im Jahre 2006 wurde die Hessen-Rundfahrt zur Drei-Länder-Tour umbenannt. Der Name spielte dabei auf die Tatsache an, dass die Rundfahrt nicht mehr vor allem durch Hessen, sondern in gleichwertigem Umfang auch durch Thüringen und Baden-Württemberg führte.
Die Hessenrundfahrt wurde aufgrund der Ausrichtung im Herbst öfters von Fahrern zur Vorbereitung auf die Weltmeisterschaft genutzt.
Aufgrund des Verlustes ihres Hauptsponsors, der SparkassenVersicherung, wurde die Hessen-Rundfahrt nach 2007 nicht mehr ausgetragen.

## Sieger
- 2007  Thomas Dekker
- 2006  Sebastian Lang
- 2005  Cezary Zamana
- 2004  Sebastian Lang
- 2003  Cédric Vasseur
- 2002  Uwe Peschel
- 2001  Michael Blaudzun
- 2000  Tobias Steinhauser
- 1999  Jens Zemke
- 1998  Grischa Niermann
- 1997  Christian Henn
- 1996  Ralf Grabsch
- 1995  Pavel Padrnos
- 1994  Pavel Padrnos
- 1993  Ralf Schmidt
- 1992  Bert Dietz
- 1991  Brian Fowler
- 1990  Christophe Capelle
- 1989  Matthew Stephens
- 1988  Pawel Tonkow
- 1987  Jens Heppner
- 1986  Christian Henn
- 1985  Hartmut Bölts
- 1984  Thomas Freienstein
- 1983  Luděk Kubias
- 1982  Thomas Freienstein